# Trabalho produtivo e improdutivo
O trabalho produtivo refere-se àquele trabalho que tem a capacidade de modificar o valor de uso das mercadorias ou de proporcionar serviços, gerando a riqueza material e não material que sustenta à sociedade. Num sistema socioeconómico capitalista, ademais, os capitalistas podem apropriar-se de parte dessa riqueza em forma de mais-valia.
Em contraposição, o trabalho improdutivo é aquele orientado à manutenção da ordem social baseado em classes sociais e que não gera riqueza por si mesmo (como o governo, as forças armadas, a manutenção da propriedade privada ou as operações financeiras entre outras).
Tanto o trabalho produtivo como o improdutivo podem ser assalariados, sendo a riqueza gerada pelo produtivo a responsável pela manutenção tanto dos trabalhadores produtivos como dos improdutivos, além da classe capitalista.
Trata-se de conceitos centrais em economia política clássica cuja concreção tem variado ao longo do tempo. Foram propostos primeiramente pela escola fisiocrática, para, mais tarde, ter importantes contribuições de Adam Smith e ser finalmente especificados pela crítica de Karl Marx e o posterior desenvolvimento da teoria marxista.